# 賴爾湖
52°05′39″N 10°20′43″E / 52.0942445°N 10.345313°E

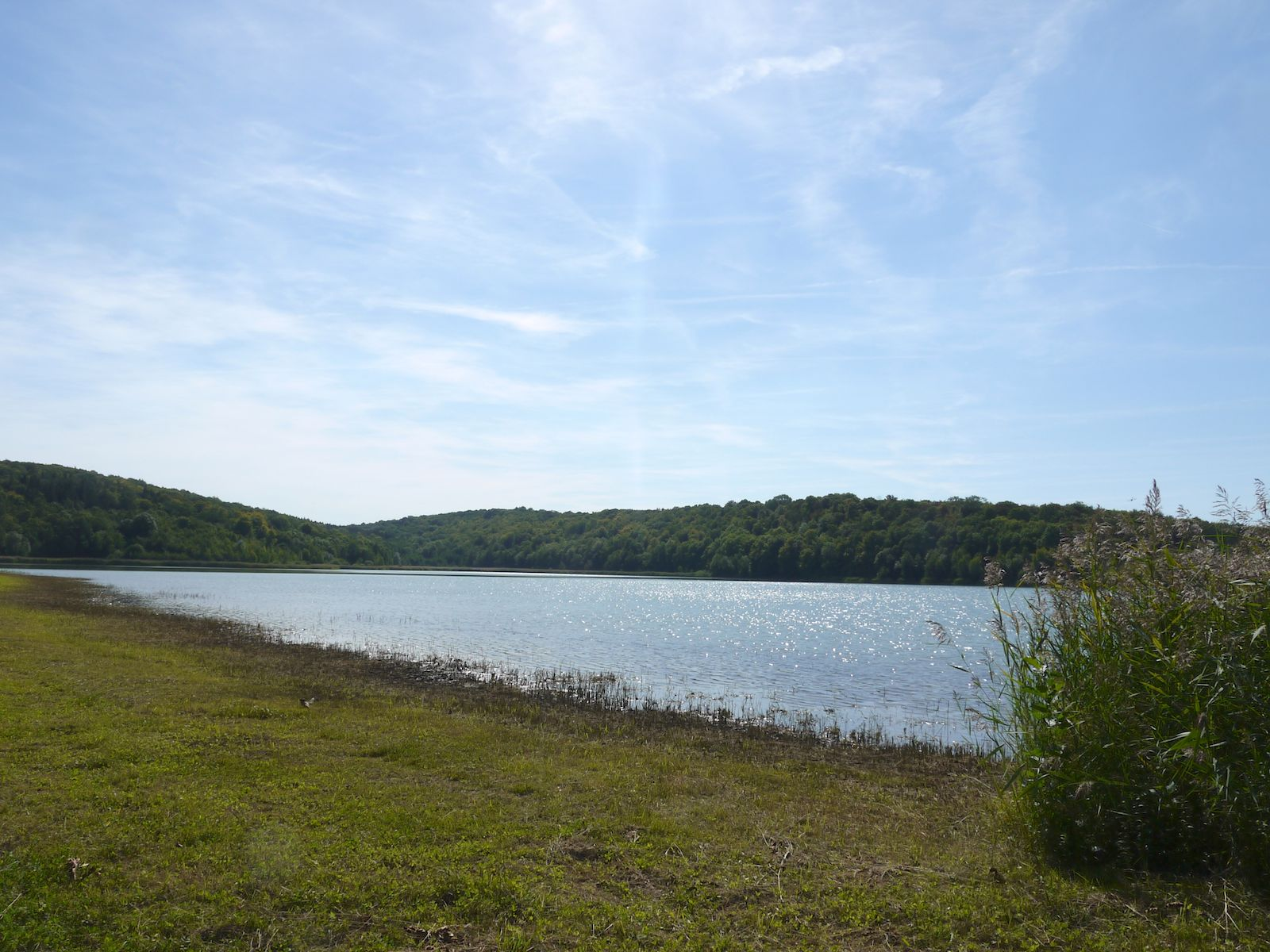

賴爾湖（德語：Reihersee），是德國的湖泊，位於該國西北部，由下薩克森州負責管轄，處於薩爾茨吉特，該湖泊面積0.25平方公里，海拔高度195米，最大水深3米。